# Michel Haas (écrivain)
 (mai 2013).
Si vous disposez d'ouvrages ou d'articles de référence ou si vous connaissez des sites web de qualité traitant du thème abordé ici, merci de compléter l'article en donnant les références utiles à sa vérifiabilité et en les liant à la section « Notes et références ».
Pour les articles homonymes, voir Michel Haas.
Michel Haas, né en 1952, est un philosophe, romancier, et chercheur en préhistoire.

## Philosophe
Ancien élève de l’École normale supérieure (rue d'Ulm) et agrégé de philosophie en 1973, Michel Haas a fait carrière dans le monde académique. Il a enseigné en France et aux États-Unis, notamment à l'université Yale, dans l'état du Connecticut, en qualité de Maître de conférences.

## Romancier
Michel Haas a exercé la fonction de lecteur aux éditions Olivier Orban. Il a publié notamment le roman La Dernière Mise à mort, qui a reçu le prix des Deux Magots en 1983.

## Chercheur
Michel Haas a collaboré en tant que chercheur associé au Centre Charles Richet d’études des dysfonctions de l’adaptation dans les années 1990.
Il a donné des conférences sur la Préhistoire, notamment au Collège des Bernardins, à Paris.

## Organismes et associations
Il a participé à la création de la fondation Taurus pour l'art et les sciences.

## Publications
- 1983 : La Dernière Mise à mort — Prix des Deux Magots
- 1985 : Amoureux fous de Venise (ouvrage collectif)

## Conférence
- « L'apparition des signes culturels chez Homo sapiens », table-ronde L’apparition de l’homme, Collège des Bernardins, octobre 2009.